# ویلالوبس ۷۲۴۴
سیارک ۷۲۴۴ (به انگلیسی: 7244 Villa-Lobos، نامگذاری:1991PQ1) هفت هزار و دویست و چهل و چهارمین سیارک کشف شده‌است که در ۵ اوت ۱۹۹۱ کشف شد.
قدر مطلق سیارک برابر ۱۳٫۰۰ است.